# W (журнал)
W (англ. W Magazine) — американский журнал о моде, издаваемый Condé Nast в печатном и электронном виде.

## История
«W» был создан в 1972 году издателем сестринского журнала «Women’s Wear Daily» Джеймсом Брейди.
В 2000 году Condé Nast приобрел журнал у первоначального владельца Fairchild Publications.
В июле 2005 года журнал выпустил 60-страничное портфолио Стивена Кляйна «Анджелина Джоли и Брэд Питт» под названием «Домашнее блаженство», которое стало предметом неоднозначной реакции. Съемка была основана на идее Питта об иронии «совершенной американской семьи».
Другие неоднозначные выпуски включают в себя съемку Стивена Майзела под названием «Бесполая революция», в которой мужские и женские модели (включая Джессику Стэм и Карен Элсон) изображены в провокационных позах.
В августовском номере 2007 года колоритные съемки Тома Форда со Стивеном Кляйном, демонстрирующие Дэвида и Викторию Бекхэм, и статья о сексуальности в моде стали шоком для некоторых лояльных читателей. Во время интервью Форд сказал: «Я всегда говорил о пансексуальности. Сплю я с девушками или нет в этот момент моей жизни, одежда часто была андрогинной, что во многом является моим стандартом красоты».
Также в апреле 2008 года в новом выпуске Брюс Вебер отдал дань Новому Орлеану на 60 страниц и написал 36-страничный рассказ о новейших модельерах в Майами для июльского выпуска того же года.
Журнал «W» известен своим освещением американского и европейского общества. Многие из этих светских деятелей, в том числе Марк Джейкобс, сэр Эвелин Ротшильд и Имельда Маркос, а также элита индустрии развлечений и моды разрешили журналу показать свои дома для участия в разделе «W House Tours».
В 2013 году журнал начал объединять выпуски за январь/декабрь и июнь/июль, чтобы высвободить деньги для инвестирования в цифровой бренд журнала.

## Скандал вокруг Деми Мур
Проблема радикальной ретуши фотографий стала общенациональной новостью, когда в выпуске за декабрь 2009 года актриса Деми Мур была представлена на фотографии с удивительно стройной фигурой, что многим критикам показалось неудачным фотошопом. И журнал, и Мур отрицали это утверждение. Актриса разместила в своем аккаунте в Твиттере, по ее словам, оригинальную фотографией с фотосессии и далее оспаривала, что редакторы W обрабатывали её фигуру, чтобы она выглядела более худой. Позже Ситрано оспорила это утверждение Мур, предложив $5000 на благотворительность, если Деми сможет доказать, что предоставленная ею фотография была оригиналом со съемок.
24 ноября 2009 года на веб-сайте «The Consumerist» утверждалось, что голова, ноги и руки Мур были наложены на бедра и торс модели Ани Рубик.

## Международные издания
Интернациональное издание ранее было опубликовано в Японии. Издание в Южной Корее было выпущено в 2005 году и публикуется по лицензии журналом Doosan.